# Doische
Doische (en való Dweche) és un municipi belga de la província de Namur a la regió valona. Comprèn les localitats de Doische, Gimnee, Gochenée, Matagne-la-Grand, Matagne-la-Petite, Niverlée, Romerée, Soulme, Vaucelles i Vodelée. L'1 de gener del 2024 tenia 2.950 habitants.